# シーエス・テクノ
株式会社シーエス・テクノは、埼玉県蕨市に本社を置く沖電気工業の子会社の沖コムテックから分離独立した会社で、通信機器修理、サービスを行っている。沖電気工業、沖コムテックとの資本関係はないが、沖電気工業グループからの退職者の受け入れは行っている。

## 沿革
- 2002年 株式会社沖コムテックのサービス部門が分離独立し、株式会社シーエス・テクノとして設立
- 2004年 本社を埼玉県蕨市へ移転。

| スタブアイコン | サブスタブ | この項目は、まだ閲覧者の調べものの参照としては役立たない、企業に関連した書きかけの項目です。この項目を加筆・訂正などしてくださる協力者を求めています（PJ:経済）。 |